# Besaia malaisei
Besaia malaisei är en fjärilsart som beskrevs av Sergius G. Kiriakoff 1959. Besaia malaisei ingår i släktet Besaia och familjen tandspinnare. Inga underarter finns listade i Catalogue of Life.